# الحزب الليبرالي التقدمي
الحزب التقدمي الليبرالي هو حزب الشعبي في جزر البهاما يختصر عادة PBP.
في الجمعية الوطنية جزر البهاما، وحزب العمال التقدمي لديه 17 من أصل 41 مقعدا. بيري كريستي هو زعيم الحزب وزعيم المعارضة. وكان السيد كريستي رئيس وزراء جزر البهاما بين 2 مايو 2002 و2 مايو 2007 عندما هزم من قبل حركة منافسه الوطني الحر، الذي فاز ب 23 مقعدا. FNM زعيم هوبرت انغراهام وهة الآن رئيس الوزراء.
تم تأسيس حزب العمال التقدمي في عام 1953، وقبل عشرين عاما على الاستقلال. وكان الحزب الكامل للمحكوم لمدة 30 عاما، 1967-1992، ومرة أخرى 2002-2007. يقود الحزب إلى الفوز في أول ليندن الأمراض المنقولة بالاتصال الجنسي أوسكار بيندلينج كان عام 1967، في البلاد أول رئيس وزراء. وبعد الهزيمة في الانتخابات العامة في 2007 واحد من النواب له منذ ترك الحزب، وحزب العمال التقدمي يعقد الآن 17 من 41 مقعدا في مجلس النواب في جزر البهاما في التجمع.